# عبدالله خواجه‌نوری
عبدالله خواجه‌نوری (درگذشته ۱۴ اسفند ۱۳۵۷در تهران ) سپهبد قضایی ستاد ارتش شاهنشاهی و رئیس سابق دادگاه‌های آن بود. او از امضا کنندگان اعلامیه بی‌طرفی ارتش در ۲۲ بهمن ۱۳۵۷ بود.
دادگاه انقلاب اسلامی ایران برای رسیدگی و شور دربارهٔ پرونده ۶ نفر، از جمله پرونده سپهبد خواجه نوری، ۹ ساعت به طول انجامید. بر اساس گزارش خبرگزاری پارس، وی و ۶ نفر دیگر به طور کلی به «شرکت در قتل و کشتار مردم بی گناه» متهم شدند و «مفسد فی الارض» شناخته شدند. حکم اعدام ساعت ۵ صبح ۱۴ اسفند ۱۳۵۷ صادر و بلافاصله در زندان قصر اجرا و وی تیرباران شد.
خبر اعدام سپهبد عبدالله خواجه نوری وشش نفر دیگر توسط خبرنگار خبرگزاری پارس گزارش شد و در روزنامه اطلاعات در ۱۵ اسفند ۱۳۵۷ به چاپ رسید.